# 대한민국 형법 제241조
대한민국 형법 제241조는 간통죄에 관한 대한민국 형법의 규정이었다. 이 규정은 2015년 2월 26일 대한민국의 헌법재판소가 위헌 결정을 하여 효력을 상실하였고, 2016년 1월 6일 형법에서 삭제되었다.

## 조문
제241조(간통)① 배우자 있는 자가 간통한 때에는 2년 이하의 징역에 처한다. 그와 상간(相姦)한 자도 같다.
② 전항의 죄는 배우자의 고소가 있어야 논한다. 단, 배우자가 간통을 종용(慫慂) 또는 유서(宥恕)한 때에는 고소할 수 없다.

1. ↑  간통의 상대방이 됨.
2. ↑  사전 동의
3. ↑  사후 용서

## 관련 조문
형사소송법 제229조(배우자의 고소)① 「형법」 제241조의 경우에는 혼인이 해소되거나 이혼소송을 제기한 후가 아니면 고소할 수 없다.
② 전항의 경우에 다시 혼인을 하거나 이혼소송을 취하한 때에는 고소는 취소된 것으로 간주한다.
군사법원법 제271조(배우자의 고소)① 「형법」 제241조의 경우에는 혼인이 해소되거나 이혼소송을 제기한 후가 아니면 고소할 수 없다.
② 제1항의 경우 다시 혼인을 하거나 이혼소송을 취하하면 고소는 취소된 것으로 본다.

## 판례
- 강간의 피해자가 배우자 있는 자인 경우 그 성관계는 피해자의 자의에 의한 것이라고 볼 수 없으므로 강간 피해자에게 따로 간통죄가 성립할 수는 없고, 가해자도 강간죄의 죄책을 지는 외에 강간 피해자의 배우자가 상간자라고 하여 고소한 데 따른 간통죄의 죄책을 지지는 않는다[1]
- 간통죄는 각 성교행위 마다 1개의 간통죄가 성립하므로 배우자의 고소 또는 고소의 취소는 당해 간통사실에만 그 효력이 미치고 일부의 간통행위에 대하여 배우자의 고소 또는 고소의 최소가 있는 경우에도 그 고소 또는 고소의 취소는 다른 간통행위에는 그 효력이 미치지 아니하는 것이며 상간자를 달리하여 간통행위를 한 경우에도 고소 및 고소의 취소는 다른 상간자에게는 그 효력이 미치지 않는다[2]
- 고소를 제기함에 있어 범죄사실이 특정되어야 할 것이나 그 특정의 정도는 고소인의 의사가 구체적으로 어떤 범죄사실을 지정하여 범인의 처벌을 구하고 있는 것인가를 확정할 수만 있으면 되는 것이고 고소인 자신이 직접 범행의 일시, 장소와 방법 등까지 구체적으로 상세히 지적하여 그 범죄사실을 특정할 필요까지는 없다[3]
- 남편이 아내를 상대로 제기한 이혼소송의 항소심에서 승소하였으나 아내가 이에 불복 상고하여 그 판결이 확정되지 아니한 상태에 있었다면 아내가 간통을 종용하였다고 볼 수 없고, 아내가 재판상 이혼원인에 해당하는 부정한 행위를 하였다고 하더라도 그러한 사정만으로 아내의 간통죄 고소가 위법하다고 볼 수도 없다[4]
- 친고죄의 경우 ‘범인을 알게 된다’ 함은 범행의 일시, 장소까지 구체적으로 알 필요는 없으나 범인이 누구인지 특정할 수 있을 정도로 알게 되는 것을 의미한다[5]
- [1] 범죄사실을 안다는 것은 친고죄에 해당하는 범죄의 피해가 있었다는 사실관계에 관하여 확정적인 인식이 있음을 말한다

[2] 처가 상간자와의 성관계가 강간당한 것이라고 주장하며 상간자를 강간죄로 고소한 사건이 검찰에서 혐의없음 처분된 경우 그때 고소인은 간통사실을 알았다고 보아야 한다
- 간통의 일시, 장소 등 간통죄의 구성요건적 사실을 구체적으로 알게 된 때 비로소 범인을 안 것으로 보게 되는 것은 아니다[7]
- 고소 당시 제기한 이혼소송의 소장이 각하된 경우에는 최초부터 이혼소송을 제기하지 아니한 것과 같다[8]
- 이혼심판 청구가 각하된 후에 다시 동일한 원인으로 이혼심판청구를 제기하였다고 하더라도 간통죄의 공소제기 요건에 생긴 흠결은 보정될 수 없다[9]
- 이혼심판청구 각하 일자가 간통사건의 제2심 판결선고 후라 하더라도 간통고소는 소급하여 유효조건을 결한 것이 된다[10]
- 협의이혼의 확인을 받고 이혼신고를 하기 전에 한 고소는 효력이 없으나, 그후 협의이혼신고를 하였다면 위 고소는 그때부터 유효한 고소가 된다[11]
- 고소 당시에는 피고인만이 고소인을 상대로 이혼심판 청구를 하였을 뿐이고, 고소인은 이 사건 공소가 제기된 후에 비로소 피고인을 상대로 이혼심판 청구를 한 경우 고소인의 고소는 부적법하다[12]
- 이혼소송이 취하된 경우에는 최초부터 이혼소송을 제기하지 않은 것과 같게 되어 간통고소는 소급하여 효력을 상실한다[13]
- 형사소송법 제229조 제2항에 의하여 고소를 취소한 것으로 간주되는 이혼소송의 취하는 그것에 의하여 혼인관계를 해소하려는 의사가 철회되어 결과적으로 혼인관계가 존속하는 경우를 의미하는 것일 뿐, 배우자가 이혼소송을 제기한 후 그 소송 외에서 협의이혼 등의 방법으로 혼인 해소의 목적을 달성하게 되어 더 이상 이혼소송을 유지할 실익이 없어 이혼소송을 취하한 경우까지 의미하는 것이라고는 볼 수 없고, 이러한 경우 간통고소는 ‘이혼소송의 계속’과 선택적 관계에 있는 ‘혼인관계의 부존재’라는 고소의 유효조건을 충족시키고 있어 여전히 유효하게 존속한다 - 공소외인의 남편인 고소인이 2006. 4. 4. 원심법원에서 협의이혼의사 확인을 받은 다음, 같은 날 14:55경 이혼신고를 하고 16:45경 원심법원에 이혼소송을 취하한다는 내용의 소취하서를 제출한 사실을 인정한 다음, 이혼소송이 취하되기 이전에 이미 협의이혼의 효력이 발생하였으므로, 이 사건 간통고소는 여전히 유효하게 존속하고 있다고 판단[14]
- 외국에서 거행된 혼인이 그 외국법이 정하는 방식에 따라 거행된 경우 혼인은 유효하게 성립된 것이고, 호적법에 따른 신고가 없는 경우에도 간통죄의 '배우자'에 해당한다[15]
- 고소인이 일방적으로 혼인신고를 하고 간통고소한 경우, 그 혼인신고는 당사자간의 합의에 따른 것으로 볼 수 없어 간통고소는 부적법하다[16]
- 고소인이 시기와 종기를 정하여 기간을 특정하고 있는 이상 그 기간 중의 어떤 간통행위에 대하여 특히 처벌을 원치 않는다고 볼 만한 특별한 사정이 없는 한 그 기간 중의 모든 범죄행위에 대하여 처벌을 희망한 것으로 보아야 한다[17]
- 무단가출한 피고인이 소외인과 동거하고 있음을 목격하고 고소한 경우 가출시부터 동거목격시까지의 모든 간통행위를 고소한 것으로 볼 수 있다[18]
- ‘1983. 1. 1. 초부터 1984. 1. 15까지 수회에 걸쳐 서울 용산구 지하실에서 갑과 간통하였다’는 고소는 1983. 12.15. 서울 중구 순화동 36-2 소재 상회에서 간통하였다는 공소사실에 대한 적법한 고소라고 볼 수 없다[19]
- 1974. 4. 2. 간통하였다는 부분은 공소사실이 특정되었으나 그 뒷부분, 즉 '1972. 5. 중순경부터 1974. 4. 3경까지 한00의 셋방등지에서 회수불상 간음하였다'는 부분은 구체적인 범죄사실의 기재가 없어 그 효력이 없다[20]
- 간통죄의 유서는 첫째, 배우자의 간통사실을 확실하게 알면서 자발적으로 한 것이어야 하고, 둘째, 그와 같은 간통사실에도 불구하고 혼인관계를 지속시키려는 진실한 의사가 명백하고 믿을 수 있는 방법으로 표현되어야 한다[21]
- 이혼의사의 합치가 있는 경우에는 법률적으로 혼인관계가 존속한다고 하더라도 간통 종용의 의사표시를 한 것으로 보아야 하고, 그러한 합의가 없는 경우에는 비록 잠정적․임시적․조건적으로 이혼의사가 쌍방으로부터 표출되어 있다고 하더라도 간통 종용에 해당하지 않는다[22]
- 고소인이 피고인의 이혼청구에 응할 수 없다고 다투는 한편, 피고인의 이 사건 이전의 간통을 이유로 이혼을 청구하는 반소를 제기하였다면, 이는 혼인관계 파탄의 책임이 피고인에게 있음이 인정됨을 조건으로 이혼의 의사를 표명한 것일뿐 이혼의사의 합치가 있었다고 볼 수 없다[23]
- 당사자의 언행 등 여러 가지 사정으로 보아 혼인당사자 쌍방이 더 이상 혼인관계를 유지할 의사가 없었던 사정이 인정되고, 어느 일방의 이혼요구에 상대방이 진정으로 응낙하는 언행을 보이는 사정이 인정되는 경우에는 이혼의사의 합치가 있었다고 인정할 수 있다[24]
- 협의이혼 의사확인 신청서를 작성한 이후에도 부부관계를 지속하면서 협의이혼 의사확인을 받는 등의 후속조치를 취하지 아니한 채 지내왔고, 그 후 고소인에게 이혼을 요구하였으나 고소인이 응하지 아니한 경우 이혼의사의 합치가 있었다고 볼 수 없다[25]
- 고소인이 간통을 이유로 제기한 이혼소송의 심리기일에 피고인의 소송대리인이 간통사실을 인정하고 이혼에 응하기로 진술하였다면 그때 명백한 이혼의사의 합치가 있었다고 보아야 한다[26]
- 고소인이 이혼심판청구의 반소를 제기하면서 피고소인의 이혼청구에 응할 수 없다고 다투는 경우에는 다른 이성과의 정교관계가 있어도 묵인한다는 의사가 포함된 이혼의사의 합치가 있었다고 보기 어렵다[27]
- 간통죄의 고소 이후 이혼 등 청구의 소가 계속중에 피고소인과 동침한 사실만으로는 간통행위를 유서하였다고 볼 수 없다[28]
- 간통고소 이후 자녀들을 돌보기 위하여 별거한 피고인과 다시 거주하고 있는 경우 간통에 대하여 유서를 하였다고 볼 수 없다[29]
- 배우자의 간통사실을 알고 난 후 그 상대방으로부터 배우자를 더 이상 만나지 않으면 모든 것을 끝내겠다는 합의각서를 받은 경우, 간통의 유서에 해당한다[30]
- 피고소인들이 수년간 동거하면서 간통하고 있음을 고소인이 알면서 특별한 의사표시나 행동을 하지 않은 경우에 그러한 사정만으로는 고소인이 위 간통을 묵시적으로 유서하였다고 볼 수 없다[31]

- 1,000,000원을 지급하면 간통행위를 없었던 것으로 하여 줄 수도 있다고 하였으나 피고인이 500,000원을 지급하려 하자 고소인이 거절한 사실이 있었다면 고소인이 간통행위를 유서하였다고 볼 수 없다[32]
- 피고인을 상대로 이혼심판청구를 하였다고 하여 간통을 종용 또는 유서하였다고 볼 수 없다[33]
- 합의이혼서를 작성하려고 한 사실만이 있을 뿐, 완전한 합의이혼서가 작성되지 않은 경우 간통 종용의 의사표시가 있었다고 볼 수 없다[34]
- 배우자와 사실상 동거하지 않고 있다 할지라도 이러한 사정은 간통죄의 성립에 아무런 소장이 없다[35]
- 부부싸움을 한 끝에 이혼하기로 합의하고 그 이튿날 가재도구를 챙겨 서로 헤어진 경우, 위 이혼합의에는 간통 종용의 의사표시가 포함되어 있는 것으로 볼 수 있다[36]
- 일시 동거한 사실만 가지고서는 이혼심판이 청구되어 있는 이 사건의 경우에 있어서 간통을 유서한 것이라고 볼 수 없다[37]
- 협의 이혼신고서에 서명날인 한 경우 이혼의 효력은 생기지 않으나, 그 이혼의 의사표시에는 간통 종용의 의사표시가 포함된 것으로 보아야 한다[38]
- 간통죄는 직접적인 물적 증거나 증인의 존재를 기대하기가 극히 어렵다 할 것이어서, 범행의 전후 정황에 관한 제반 간접증거들을 종합하여 경험칙상 범행이 있었다는 것을 인정할 수 있을 때에는 이를 유죄로 인정하여야 한다[39]
- 성인 남녀가 심야에 여관에 함께 투숙하였고, 투숙한지 1시간 30분가량 지난 뒤에 남자는 팬티만을 입고 있었고 여자는 팬티와 브라우스만을 입고 있었으며 방바닥에 구겨진 화장지가 널려 있었다면 간통한 것으로 보는 것이 경험칙에 비추어 상당하다[40]
- 피고인이 간통사실을 자백하고 있는 사건에서, 간통범행 일시경에 피고인의 가출과 외박이 잦아 의심을 하게 되었다는 고소인의 진술은 자백을 보강할 보강증거가 될 수 있다[41]
- 강제집행을 회피하기 위한 방편으로 허위의 이혼신고를 한 것으로 인정하려면 누구나 납득할 만한 충분한 증거가 있어야 하고, 그렇지 않으면 일응 일시나마 법률상 이혼을 할 의사가 있었다고 인정함이 상당하다[42]
- 배우자 있는 자들이 상대방에게도 배우자가 있음을 인식하면서 서로 간통하는 이른바 이중간통의 경우에는 쌍방 모두 형법 제241조 전문과 후문에 해당하게 되고, 이는 상상적경합의 관계에 있는 것인바, 검사가 수죄 중 갑을 간통자로, 을을 상간자로 하여서만 공소를 제기하였더라도 그 공소제기의 효력은 갑, 을이 각각 간통과 동시에 상간한 수죄의 전부에 미친다[43]

### 이혼의 합의와 간통의 종용
- 혼인 당사자가 더 이상 혼인관계를 지속할 의사가 없고 이혼의사의 명백한 합치가 있는 경우에는, 비록 법률적으로 혼인관계가 존속한다고 하더라도 간통에 대한 사전동의인 종용에 관한 의사표시가 그 합의 속에 포함되어 있는 것으로 보아야 할 것이고, 그러한 명백한 합의가 없는 경우에는 비록 잠정적, 임시적, 조건적으로 이혼의사가 쌍방으로부터 표출되어 있다 하더라도 간통종용의 경우에 해당하지 않는다고 할 것이다[44].

### '유서'의 의미
- 유서는 명시적으로 할 수 있음은 물론 묵시적으로도 할 수 있는 것이어서 그 방식에 제한이 있는 것은 아니지만, 감정을 표현하는 어떤 행동이나 의사의 표시가 유서로 인정되기 위하여는, 첫째 배우자의 간통사실을 확실하게 알면서 자발적으로 한 것이어야 하고, 둘째 그와 같은 간통사실에도 불구하고 혼인관계를 지속시키려는 진실한 의사가 명백하고 믿을 수 있는 방법으로 표현되어야 하는 것이므로, 단순한 외면적인 용서의 표현이나 용서를 하겠다는 약속만으로는 유서를 하였다고 인정하기 어렵다[45].
- 배우자의 객관적인 의사표시, 즉 "용서해 줄테니 자백하라"고 말한 것만으로는 간통을 유서한 때에 해당한다고 보기 어렵다[46]

## 참고문헌
- 편집부. (1990, 9). 수험자료 - 간통죄(형법 제241조) 헌법재판소 결정. 고시계, 35(10), 245-247.
- 고시면. (2015, 05). 간통죄(형법 제241조)에 대한 (4회의 합헌결정 후) 2015년 헌재의 (5회째 심판에서) 위헌결정과 대학생들을 대상으로 한 설문조사간통죄 Ⅴ. 사법행정, 56(5), 2-16.
- 고시면. (2007, 11). ‘간통죄’(형법 제241조)의 위헌 여부에 관한 1990년 제1차 헌재의 합헌결정간통죄 Ⅰ. 사법행정, 48(11), 2-17.

## 같이 보기
- 간통죄
- 친고죄
- 혼인빙자간음죄